# Beringraja
Beringraja – rodzaj ryb chrzęstnoszkieletowych z rodziny rajowatych (Rajidae).

## Rozmieszczenie geograficzne
Do rodzaju należą gatunki występujące w wodach północnego i północno-zachodniego Oceanu Spokojnego.

## Morfologia
Długość ciała do 244 cm; masa ciała (największa opublikowana) do 91 kg.

## Systematyka
Rodzaj zdefiniował w 2012 roku międzynarodowy zespół ichtiologów (Japończycy Hajime Ishihara i Hiroshi Senou, Australijka Michelle A. Treloar, Holender Peter H.F. Bor oraz Koreańczyk Jeong Choong-hoon) w artykule poświęconym morfologii porównawczej kapsułek jajowych rai opublikowanym w czasopiśmie Bulletin of the Kanagawa Prefectural Museum (Natural Science). Gatunkiem typowym jest (oryginalne oznaczenie) raja wielka (B. binoculata).

### Etymologia
Beringraja: Morze Beringa; łac. raia ‘raja, płaszczka’.

### Podział systematyczny
Do rodzaju należą następujące gatunki:
- Beringraja binoculata (Girard, 1855) – raja wielka[5]
- Beringraja pulchra (Liu, 1932)